# Brachythele longitarsis
Brachythele longitarsis (syn. Calisoga longitarsis) is een spinnensoort in de taxonomische indeling van de bruine klapdeurspinnen (Nemesiidae).
Brachythele longitarsis werd in 1891 beschreven door Simon.